# Gruppo di Salzmünde
Il gruppo Salzmünde o cultura di Salzmünde (in tedesco: Salzmünder Gruppe / Salzmünder Kultur) è il nome di un gruppo tardo della cultura del bicchiere imbutiforme (TRB) nel Saale-Elbe, regione centrale della Germania, che esistette tra il 3400 e il 3000 a.C. durante il periodo neolitico.
Il sito tipo di Salzmünde-Schiepzig (Saalekreis) venne scavato da Nils Niklasson nel 1921. Egli attribuì i reperti a una "cultura nordica", che a suo parere comprendeva anche il gruppo di Baalberge. Nel 1938, Paul Grimm raggruppò la "cultura nordica" di Niklasson e lo stile della ceramica Opperschöner insieme come cultura Salzmünde.
Distinguere i gruppi preistorici dell'area centrale e orientale tedesca (Hutburg, Walternienburg-Bernburg, Salzmünde e Schöningen) l'uno dall'altro è notoriamente difficile con notevoli differenze di vedute da autore ad autore. Per questo motivo, Johannes Müller sostiene che esse dovrebbero essere intese come sottogruppi all'interno della più vasta cultura del bicchiere imbutiforme.
Il gruppo Salzmünde si inserisce nel medio neolitico secondo la cronologia della Germania settentrionale,  o nel neolitico recente in base alla cronologia di Jens Lüning per il sud e l'ovest della Germania. Nella regione centrale del Saale-Elbe, lo stile della ceramica Salzmünde è l'espressione locale del bicchiere imbutiforme fasi TRB-MES IV e V. In Boemia, gli ultimi materiali della cultura del bicchiere imbutiforme (TRB C) appartengono al gruppo Salzmünde, che durò più in quest'area che nella Germania centrale.